# Сенат Палау
Сенат Палау (англ. Senate of Palau) — верхняя палата национального конгресса — Парламента Палау. Нынешний состав Сенат состоит из 13 членов, избранных общенациональными выборами. Политических партий не существует. Самые последние выборы состоялись 3 ноября 2020 года.

## Структура
Согласно Конституции не указывается число членов Сената. Каждые 8 лет Национальный Конгресс назначает комиссию по пересмотру кандидатур для составления и представления районной карты распределения мест в соответствии с численностью населения. Таким образом, число сенаторов может меняться каждые 8 лет.
Во время первого Законодательного собрания в 1981 году было избрано 18 сенаторов, которые в 1984 году были сокращены до 14 . В 2000 году их число сократилось до 9, а с 2008 года стало 13.